# Elmalıütüğü, Kadışehri
Elmalıütüğü là một xã thuộc huyện Kadışehri, tỉnh Yozgat, Thổ Nhĩ Kỳ. Dân số thời điểm năm 2010 là 179 người.